# Jura-Sund
Der Jura-Sund (gälisch: An Linne Rosach) ist eine Meerenge in Schottland. Er trennt die Hebrideninsel Jura im Osten von der Region Knapdale auf der britischen Hauptinsel ab. Im Norden befinden sich zahlreiche kleine Inseln. Der Jura-Sund verläuft in Nord-Süd-Richtung und verjüngt sich nach Norden hin. An seiner engsten Stelle ist er etwa sechs Kilometer breit. Nördlich von Jura ist die Meerenge über die Straße von Corryvreckan, die Jura und Scarba voneinander trennt, mit der Schottischen See verbunden. Administrativ gehört der Jura-Sund zur Council Area Argyll and Bute.
Entlang der Küste von Knapdale bildet der Sund mehrere Buchten, unter anderem Loch Sween und Loch Caolisport. Über den in Loch Crinan endenden Crinan Canal ist der Jura-Sund mit dem Meeresarm Loch Fyne östlich von Knapdale und Kintyre verbunden. Die Küstengebiete sind zu beiden Seiten nur dünn besiedelt. Trotzdem lebt der Großteil des äußerst dünn besiedelten Jura an dieser Küste, an der auch der Hauptort Craighouse gelegen ist.
Der Jura-Sund ist nicht mit dem Islay-Sund zu verwechseln, der Jura im Westen von der benachbarten Insel Islay trennt.